# Asan Khurd
Asan Khurd é uma vila no distrito de Panipat, no estado indiano de Haryana.

## Demografia
Segundo o censo de 2001, Asan Khurd tinha uma população de 8064 habitantes. Os indivíduos do sexo masculino constituem 55% da população e os do sexo feminino 45%. Asan Khurd tem uma taxa de literacia de 82%, superior à média nacional de 59,5%; com 59% para o sexo masculino e 41% para o sexo feminino. 9% da população está abaixo dos 6 anos de idade.